# Робертсон, Джордж Айла Макнилл
Джордж Айла Макнилл Робертсон, барон Робертсон Порт-Элленский (англ. George Islay MacNeill Robertson, Baron Robertson of Port Ellen; род. 12 апреля 1946, Порт-Эллен) — британский государственный и политический деятель. Министр обороны Великобритании (1997—1999).

## Биография
Родился в семье полицейского на острове Айлей. Член Лейбористской партии. Неоднократно депутат парламента в 1978—1999 годах. Министр обороны Великобритании в 1997—1999 годах.
С октября 1999 по декабрь 2003 года — Генеральный секретарь НАТО.
1 июня 1970 года Робертсон женился на Сандре Уоллес, у пары двое сыновей и дочь.
24 августа 1999 года получил личный дворянский титул.

## Награды
- Кавалер Большого креста ордена «За заслуги перед Федеративной Республикой Германия» (Германия, 1991)
- Кавалер Большого креста ордена Звезды Румынии (Румыния, 2000)
- Кавалер Большого креста ордена Святого Михаила и Святого Георгия (Великобритания, 2003)
- Орден «Стара-планина» I степени (Болгария, 28 февраля 2003)[6]
- Кавалер Большого креста ордена Оранских-Нассау (Нидерланды, 8 сентября 2003)
- Кавалер Большого креста ордена Заслуг (Люксембург, 25 сентября 2003)[7]
- Кавалер Большого креста ордена Заслуг перед Республикой Польша (Польша, 27 октября 2003)[8]
- Кавалер Большого креста ордена Великого князя Литовского Гядиминаса (Литва, 30 октября 2003)[9]
- Президентская медаль Свободы (США, 12 ноября 2003)
- Кавалер Большого креста ордена Христа (Португалия, 19 ноября 2003)
- Орден Короля Петара Крешимира IV (Хорватия, 1 декабря 2003)
- Орден князя Ярослава Мудрого II степени (Украина, 17 декабря 2003) — за весомый личный вклад в развитие и углубление отношений особого партнёрства между Украиной и НАТО[10]
- Орден Креста земли Марии 1 класса (Эстония, 5 февраля 2004)
- Кавалер Большого креста ордена Трёх звёзд (Латвия, 16 октября 2004)[11].
- Кавалер ордена Чертополоха (Великобритания, 30 ноября 2004)
- Орден «За исключительные заслуги» (Словения, 9 сентября 2005)[12]
- Орден Свободы (Республика Косово).